# 南慈廉郡
南慈廉郡（越南语：／）是越南首都河內市下轄的一個郡。

## 地理
南慈廉郡东接纸桥郡、青春郡，西接怀德县，南接河东郡，北接北慈廉郡。

## 历史
2013年12月27日，以慈廉县米池社、美亭社、忠文社、西姥社、大姥社5社和春芳社部分区域、梂演市镇部分区域析置南慈廉郡；忠文社改制为忠文坊，大姥社改制为大姥坊，西姥社改制为西姥坊，米池社分设为米池坊、富都坊，美亭社分设为美亭一坊、美亭二坊，梂演市镇部分区域和美亭社部分区域合并为梂演坊，春芳社部分区域分设为芳粳坊、春芳坊。
2021年4月27日，美亭二坊部分区域划归纸桥郡枚驿坊管辖。

## 行政区划
南慈廉郡下辖10坊，郡人民委员会位于梂演坊。
- 梂演坊（Phường Cầu Diễn）
- 大姥坊（Phường Đại Mỗ）
- 米池坊（Phường Mễ Trì）
- 美亭一坊（Phường Mỹ Đình 1）
- 美亭二坊（Phường Mỹ Đình 2）
- 富都坊（Phường Phú Đô）
- 芳粳坊（Phường Phương Canh）
- 西姥坊（Phường Tây Mỗ）
- 忠文坊（Phường Trung Văn）
- 春芳坊（Phường Xuân Phương）

## 交通
- 河內都市鐵路3號線
  - 演橋站